# Schleiden
För andra betydelser, se Schleiden (olika betydelser).
Schleiden är en stad i Kreis Euskirchen, i det tyska förbundslandet Nordrhein-Westfalen. Staden har cirka 13 000 invånare, på en yta av 122 kvadratkilometer.